# Albert Lord
Albert Bates Lord (1912 - 1991) foi um professor universitário de literatura eslava e comparada na Universidade Harvard o qual, após a morte prematura de Milman Parry, desincumbiu-se da pesquisa acadêmica sobre literatura épica. Lord escreveu o livro The Singer of Tales, publicado em 1960, o qual foi reimpresso em seu 40° aniversário de publicação acompanhado de um CD que ajudava a entender as interpretações musicais discutidas no texto. Sua esposa, Mary Louise Lord completou e editou o manuscrito da continuação póstuma intitulada The Singer Resumes the Tale (publicado em 1995), o qual reforça e estende as conclusões iniciais de Lord.

## Obras

### Por Lord
- The Singer of Tales. Cambridge, MA: Harvard Univ. Press, 1960.
- "Oral Composition and 'Oral Residue' in the Middle Ages", in Oral Tradition in the Middle Ages, ed. W. F. H. Nicolaisen. Binghamton, NY: Medieval & Renaissance Texts & Studies, 1995. pp. 7-29.

### Sobre Lord
- FOLEY, John Miles. "Albert Bates Lord (1912-1991): An Obituary" in Journal of American Folklore, 105 (1992), pp. 57-65.